# Jamaikanische Badmintonmeisterschaft 1958
Die Jamaikanische Badmintonmeisterschaft 1958 fand vom 8. bis zum 9. Oktober 1958 im Rainbow Club in Half Way Tree bei Kingston statt. Es war die elfte Austragung der nationalen Titelkämpfe im Badminton von Jamaika.

## Titelträger
| Disziplin    | Sieger                              |
| ------------ | ----------------------------------- |
| Herreneinzel | Peter Nichols                       |
| Dameneinzel  | Barbara Tai Tenn Quee               |
| Herrendoppel | Ronald Nasralla Richard Roberts     |
| Damendoppel  | Barbara Tai Tenn Quee Sheila Snape  |
| Mixed        | Peter Nichols Barbara Tai Tenn Quee |

## Finalergebnisse
| Disziplin   | Sieger                              | Finalist                     | Ergebnis    |
| ----------- | ----------------------------------- | ---------------------------- | ----------- |
| Dameneinzel | Barbara Tai Tenn Quee               | Yvonne Taylor                | 11-1, 11-0  |
| Damendoppel | Barbara Tai Tenn Quee Sheila Snape  | Norma Haddad Joyce Nasralla  |             |
| Mixed       | Peter Nichols Barbara Tai Tenn Quee | Danny DaCosta Joyce Nasralla | 15-6, 15-12 |